# Hector Mithobius (Jurist)
Hector Mithobius, auch Mithob, Familienname latinisiert aus Mithoff (* 1561 in Münden; † 1647 in Lauenburg/Elbe), war ein deutscher Jurist und Kanzler des Herzogtums Lauenburg.

## Leben
Hector (II.) Mithoff war der Sohn des gleichnamigen Arztes und Stadtphysicus in Hannover Hector Mithobius (1532–1607) und der Elisabeth Vogel (1540–1608).
1595 wurde er Rat des Herzogs Johann von Schleswig-Holstein. 1600 wurde er sodann Rat und später Kanzler des Herzogs Franz II. von Lauenburg, von dem er anscheinend in Unfrieden schied.
1615 war er Syndikus in Hannover wie auch Rat des Herzogs Christian. 1619 rief ihn Herzog August von Lauenburg als Kanzler zurück; später schied er von dort abermals im Streit, kam aber wohl 1622 wieder zurück. Zwischenzeitlich prozessierte er gemeinsam mit seinem Sohn Daniel gegen Herzog August vor dem Reichskammergericht.
1639 erhob Kaiser Ferdinand III. ihn mit seinen drei Söhnen in den erblichen Adelsstand unter dem Namen „Mithobius von Mithoffen“. Er trug den Titel eines kaiserlichen Hofpfalzgrafen.
Als emeritus lebte er in Lauenburg und starb dort.

## Familie
Mithob war verheiratet mit Dorothea Böckel (1567–1625), Tochter des Johann Bökel. Er hatte mit ihr mindestens drei Söhne, nämlich Daniel (1595–1673), ebenfalls sachsen-lauenburgischer Kanzler, schwedischer Kommissar für Magdeburg-Halberstadt, Frank Burghard (1603–1648), Stadtphysicus in Hannover, und Hector III. (1600–1655), lutherischer Theologe, Superintendent in Ratzeburg.